# Anton Urban (Unternehmer)
Anton Urban (* 6. Dezember 1827 in Wien; † 5. August 1885 ebenda) war ein österreichischer Fabrikant.
Anton Urban übernahm im Jahr 1848 die Nagelschmiede seines Vaters Ignaz Urban in der Wiener Vorstadt Wieden. In Wien-Mariahilf errichtete er den Betrieb Brevillier & Co. und Urban & Söhne zur Herstellung von Präzisionsschrauben. Von seinen Söhnen wurde das Unternehmen in Floridsdorf – gleich neben einem der Hauptabnehmer – der Lokomotivfabrik Floridsdorf gelegen – 1900 mit der Firma der Familie Brevillier Brevillier & Comp. in Neunkirchen, zur Firma Brevillier & Co. und A. Urban & Söhne fusioniert.